# Pristimantis fraudator
Pristimantis fraudator är en groddjursart som först beskrevs av Lynch och Roy McDiarmid 1987.  Pristimantis fraudator ingår i släktet Pristimantis och familjen Strabomantidae. IUCN kategoriserar arten globalt som livskraftig. Inga underarter finns listade i Catalogue of Life.